# Liophidium trilineatum
Liophidium trilineatum är en ormart som beskrevs av Boulenger 1896. Liophidium trilineatum ingår i släktet Liophidium och familjen snokar. Inga underarter finns listade i Catalogue of Life.
Artens utbredningsområde är Madagaskar. Arten förekommer vid öns södra och sydvästra kustlinje. Den hittas till exempel vid sjön Tsimanampetsotsa. Liophidium trilineatum lever i gräsmarker och i områden med glest fördelad växtlighet. Honor lägger ägg.
Landskapets omvandling till jordbruks- och betesmarker hotar beståndet. Populationens storlek är inte känd. IUCN kategoriserar arten globalt som otillräckligt studerad.